# Paranaíba
Paranaíba é um município brasileiro da região Centro-Oeste, situado no estado de Mato Grosso do Sul. Fundada em 1838, Paranaíba teve importante papel na Guerra do Paraguai, pois foi rota de apoio logístico para a fuga dos civis envolvidos nesse conflito. A cidade é equidistante e a meio caminho entre Campo Grande e Uberlândia (MG) (dois importantes centros regionais e de serviços do Cerrado Brasileiro), ficando a pouco mais de 400 km de distância de cada uma. É portanto um importante entreposto comercial para quem costuma transitar entre essas duas cidades.

## Etimologia
Paranaíba  é uma expressão da língua geral meridional que significa "rio ruim" (paraná = rio; aíba = ruim). Designa o rio de mesmo nome, que banha a cidade.

## Origem

### Período Pré-Colonial
De acordo com pesquisas arqueológicas desenvolvidas no nordeste do Mato Grosso do Sul, a região seria habitada por grupos humanos a pelo menos 10 milênios. Em Paranaíba, abrigos de cavernas próximos a córregos como o Pedra Branca contém diversos sítios arqueológicos, como o MS-PA-01, MS-PA-02 Casa de Pedra, MS-PA-03, MS-PA-04A, MS-PA-04B, MS-PA-Triângulo da Serra e MS-PA04C, onde foram encontrados fragmentos de ossos de animais, instrumentos de pedra feitos em arenito silicificado, alguns poucos fragmentos cerâmicos mais recentes, estruturas de combustão e grafismos rupestres predominantemente vermelhos. Em geral, os desenhos representam desde animais até formas geométricas, além de figuras abstratas ainda pouco compreendidas. Alguns dos carvões encontrados no subsolo desses sítios foram datados pelo método Carbono 14, revelando períodos de ocupação que variam desde 11.400 anos Antes do Presente até 6710 +- 100 anos Antes do Presente.
Essas primeiras populações ameríndias não conheciam a agricultura, vivendo da caça e coleta de alimentos nos vales e morros do atual nordeste sul-matogrossense. Obtinham matéria-prima para produção de ferramentas em afloramentos de arenito, sílex e outras rochas, também se utilizando de fibras vegetais, couro e ossos de animais. Indícios de cultivo e consumo de plantas domesticadas, além da fabricação e uso de cerâmicas para diversos fins datam dos últimos três ou quatro milênios, época em que a presença de povos falantes de idiomas Macro-Jê e Tupi-Guarani é reconhecida em toda a área entre os rios Sucuriú e Paranaíba. Localizados a céu aberto, os sítios arqueológicos MS-PA-05, Santana, Rio Paranaíba 22 (RP22), Rio Paranaíba 23 (RP23) e Rio Paranaíba 24 (RP24) provavelmente representam antigas aldeias ou acampamentos de caça desses grupos indígenas, sendo identificados instrumentos líticos lascados, além de diversos fragmentos de cerâmicas.

### Período Colonial
De acordo com as fontes históricas disponíveis, as primeiras expedições europeias a alcançar as margens do rio Paranaíba se depararam com várias aldeias Kayapó, povo de idioma relacionado ao tronco Macro-Jê. Ao contrário de outros grupos indígenas da região, os Kayapó se concentravam nas zonas de florestas próximas de rios e locais com relevo colinoso, áreas com bastante fertilidade para a caça e plantação, estabelecendo aldeias com casas dispostas ao redor de uma praça descampada. Registros arqueológicos encontrados em vários locais do Sudeste e Centro-Oeste indicam que os Kayapó habitam a região provavelmente desde o início da Era Comum.
Retratados como um povo guerreiro em documentações do período colonial e imperial, os Kayapó foram submetidos a diversas perseguições e massacres desde a chegada dos primeiros grupos de colonizadores europeus. Esses primeiros contatos ocorreram por meio das bandeiras paulistas do século XVIII, que atravessavam o sertão com o objetivo de capturar indígenas para servirem como escravos. A primeira descrição dos Kaiapó foi elaborada pelo sertanista Capitão Antonio Pires de Campos, o Pai-Pirá, no ano de 1723. Nesse ano, Antônio estava percorrendo o Rio Tietê, passando pelo Rio Grande até o Rio Paranaíba, e afirmou que acima desse curso d’água se encontrava o “gentio chamado Caiapó”. Nesse mesmo documento, Campos afirma que estes se organizavam em aldeias numerosas, cada uma governada por um cacique. Por conseguinte, em 1742, Antônio Pires de Campos iniciou uma guerra contra os Kaiapó, atuando principalmente nas aldeias de Santana, Rio das Pedras e Lanhoso – locais situados atualmente na região do Triângulo Mineiro. Apesar da intensidade dos confrontos, os quais teriam se estendido até meados da década de 1750, há registro da presença Kayapó na região de Paranaíba até pelo menos 1848.

### Século XIX: Fundação do povoado e criação da Vila de Santana do Paranaíba
Durante todo o século XVIII, a região entre os rios Sucuruí e Paranaíba não foi alvo de tentativas consistentes de colonização luso-brasileira. Somente em 1830 vieram os primeiros colonizadores, oriundos de Minas Gerais. Tratava-se das famílias Garcia Leal, Rodrigues da Costa, Correia Neves, Barbosa e Lopes, tendo à frente José Garcia Leal, Januário Garcia Leal Sobrinho e Luís Correia Neves. José Garcia Leal é considerado, ao lado de seu irmão Januário, líder dos colonizadores - seus familiares que estabeleceram fazendas de criação de gado três léguas do povoado de Sant’ana do Paranaíba, seduzidos pelas águas do ribeirão Ariranha e pela fertilidade do solo, que se prestava às várias culturas de subsistência. Luís Correia Neves, por sua vez, estabeleceu-se ao sul da vila, em águas do rio Quitéria. Como em todo o contexto rural brasileiro desse período, essas grandes fazendas pioneiras em Paranaíba eram baseadas no trabalho escravo de afro-brasileiros e africanos, os quais foram trazidos em grandes quantidades pelas famílias que se estabeleceram na região.
O povoado original de Santana do Paranaíba começou a tomar forma na primeira metade da década de 1830, portanto, em terreno possivelmente doado por João Alves dos Santos. Em 1836 erguia-se a primeira igreja, pela conjugação de esforços dos Garcia e do Padre Francisco Sales de Souza Fleury, primeiro pároco da freguesia recém-estabelecida. Segundo consta, Ana Angélica de Freitas, esposa do Capitão José Garcia Leal, teria fornecido uma imagem de Nossa Senhora Santana para a igreja. Em 1838, foi criado o distrito administrativo subordinado à comarca de Mato Grosso, com sede em Cuiabá. Para além dos colonizadores pioneiros já citados, a localidade também atraiu migrantes das então Províncias de São Paulo e Minas Gerais. Esse afluxo de pessoas foi facilitado pela abertura da estrada do Piquiri, que ligava Cuiabá ao litoral por meio de rotas que atravessavam Araraquara e Uberaba, obra incentivada pela família Garcia Leal, já que a rota atravessava terras de sua propriedade. O caminho que seguia em direção à Minas Gerais passava pelo chamado porto Alencastro, considerado o início da estrada do Sertão da Farinha Podre, antiga denominação dada à região do Triângulo Mineiro.
No dia 01 de Julho de 1857, a freguesia foi anexada à recém criada Vila de Miranda, e em 4 de julho de 1857 foi elevada também à condição d Vila, quando a povoação denominada Sant'Ana do Paranaíba, em homenagem a Nossa Senhora Santana, padroeira do lugar, foi elevada à categoria de vila, criando-se o município, desmembrado de Miranda.
LEI Nº 5, DE 04 DE JULHO DE 1857
O TENENTE CORONEL ALBANO DE SOUSA OSORIO, VICE-PRESIDENTE DA PROVINCIA DE MATO GROSSO:
Faço saber a todos os seus Habitantes, que a Assemblea Legislativa Provincial Decretou, e eu Sanccionei a Lei seguinte.
Art. 1º Fica elevada á categoria de Villa com a denominação de Villa de Sant’Anna do Paranahyba a Freguezia deste nome e invocação.
Art. 2º Os limites da nova Villa abrangerão a sua propria Freguezia e a do Piquiry, e pertencerão a 1ª Comarca.
Art. 3º Os habitantes ficão obrigados a construir á sua custa os edificios precisos para as Sessões da Camara e Cadêa publica; e só depois de concluida os taes edificios gosarão dos foros de municípios conferidos pela presente Lei.
Art. 4º Ficão revogadas todas as disposições em contrario.
Mando por tanto a todas as Autoridades, a quem o conhecimento e execução da referida Lei pertencer, que a cumprão, e fação cumprir tão inteiramente, como nella se contem. O Secretario desta Provincia a faça imprimir, publicar, e correr.
Palacio do Governo de Mato Grosso em Cuiabá aos quatro de Julho de mil oitocentos e cincoenta e sete, trigessimo sexto da Independencia e do Imperio.
Albano de Sousa Osorio
Na Guerra do Paraguai, Paranaíba teve uma participação muito importante, pois foi na época, a rota de apoio logístico e de fuga dos civis envolvidos no conflito. Destaca-se nesse período da história de Paranaíba a atuação de José Francisco Lopes em 1867, o Guia Lopes, na célebre retirada da Laguna, e a documentação de Alfredo de Taunay, o Visconde de Taunay, que atravessou a região neste ano registrando suas observações sobre os habitantes, seus hábitos e sobre sua natureza, escrevendo a partir disto o romance Inocência, cujo drama se passa naquele universo, tornando a região conhecida em grande parte do mundo. Ainda em Santana de Paranaíba foram instalados dois corpos de cavalaria e um entreposto para apoio logístico e fornecedor de suprimentos para abastecer as frentes de combate. Muitos dos combatentes que lutaram na guerra, na sua maioria brancos pobres e negros que obtiveram sua liberdade ao participarem da guerra, assim como os migrantes que fugiram das zonas de conflito posteriormente se instalaram definitivamente na Vila de Santana de Paranaíba.
Este novo povoamento deu início a um novo ciclo de colonização para região, onde áreas pouco conhecidas, como eram os sertões, foram mapeadas, reocupadas e nomeadas. Os antigos moradores da região, como foi o caso dos grupos indígenas, foram totalmente dizimados ou forçados a se mudarem e a agricultura de subsistência deu lugar a grandes extensões de fazendas voltadas ao cultivo de café e criação de gado.
Em fins do século XIX, Santana do Paranaíba era a mais populosa das comarcas do sul do Mato Grosso, fruto de sua grande vantagem geográfica, permitindo a realização de comércio com os estados de Goiás, Minas Gerais e São Paulo. Com isso, em 1894, a vila foi elevada à condição de cidade pela lei estadual n° 79 de 13 de julho daquele ano, mantendo-se o nome “Santana do Paranaíba”. O nome atual, sem referência à Nossa Senhora de Santana, passou a ser utilizado a partir de 1939, ainda que um Decreto-Lei de 1938 tenha  brevemente rebatizado o município apenas como Santana. Nos anos seguintes, a alusão ao rio Paranaíba retornou ao nome oficial da cidade, permanecendo desde então como tal.

## Geografia

### Localização
O município de Paranaíba está localizada no sul da região Centro-Oeste do Brasil, à Leste de Mato Grosso do Sul (Microrregião de Paranaíba). Localiza-se a uma latitude 19º40’38” sul e a uma longitude 51º11’27” oeste. Possui cerca de 42 mil habitantes.

### Geografia física
Solo
No município de Paranaíba, basicamente, ocorre Latossolo de textura média e Argissolo de textura arenosa/média. Ao longo de cursos d’água, verifica-se ainda a ocorrência de Latossolo sendo que, predomina em todos estes solos o caráter álico e, portanto, a baixa fertilidade natural. Há também pequenas áreas de Neossolos.
Relevo e altitude
Está a uma altitude de 474 metros.
Clima
Está sob influência do clima tropical (Aw). A temperatura média anual é de 24 ℃, com precipitação pluviométrica anual de 1 400 milímetros (mm). Segundo dados da estação climatológica principal do Instituto Nacional de Meteorologia (INMET) na cidade (localizada próxima à BR-497), referentes ao período de 1971 a 1990 e partir de 1993, a menor temperatura registrada em Paranaíba foi de 1,2 °C em 15 de agosto de 1978 e 21 de julho de 1981 e a maior atingiu 44,6 °C em 7 de outubro de 2020. O maior acumulado de precipitação em 24 horas foi de 182,6 mm em 4 de março de 2011.
| Dados climatológicos para Paranaíba | Dados climatológicos para Paranaíba | Dados climatológicos para Paranaíba | Dados climatológicos para Paranaíba | Dados climatológicos para Paranaíba | Dados climatológicos para Paranaíba | Dados climatológicos para Paranaíba | Dados climatológicos para Paranaíba | Dados climatológicos para Paranaíba | Dados climatológicos para Paranaíba | Dados climatológicos para Paranaíba | Dados climatológicos para Paranaíba | Dados climatológicos para Paranaíba | Dados climatológicos para Paranaíba |
| Mês | Jan                                 | Fev                                 | Mar                                 | Abr                                 | Mai                                 | Jun                                 | Jul                                 | Ago                                 | Set                                 | Out                                 | Nov                                 | Dez                                 | Ano                                 |
| --- | ----------------------------------- | ----------------------------------- | ----------------------------------- | ----------------------------------- | ----------------------------------- | ----------------------------------- | ----------------------------------- | ----------------------------------- | ----------------------------------- | ----------------------------------- | ----------------------------------- | ----------------------------------- | ----------------------------------- |
| Temperatura máxima recorde (°C) | 38,4                                | 38,2                                | 37                                  | 37                                  | 34,8                                | 34,6                                | 34,8                                | 39                                  | 42,8                                | 44,6                                | 41,2                                | 39,4                                | 44,6                                |
| Temperatura máxima média (°C) | 31,5                                | 31,9                                | 31,6                                | 31,1                                | 28,6                                | 28,2                                | 29,1                                | 31,5                                | 32,2                                | 32,8                                | 32,2                                | 31,7                                | 31                                  |
| Temperatura média compensada (°C) | 25,7                                | 25,9                                | 25,7                                | 24,8                                | 21,7                                | 20,9                                | 21,2                                | 23,3                                | 24,8                                | 26,1                                | 26                                  | 25,8                                | 24,3                                |
| Temperatura mínima média (°C) | 21,6                                | 21,6                                | 21,3                                | 19,7                                | 16                                  | 14,8                                | 14,4                                | 16,3                                | 18,8                                | 20,8                                | 21,1                                | 21,4                                | 19                                  |
| Temperatura mínima recorde (°C) | 13,8                                | 16,5                                | 8,8                                 | 7,6                                 | 3,4                                 | 1,8                                 | 1,2                                 | 1,2                                 | 7                                   | 10,1                                | 8,3                                 | 10,9                                | 1,2                                 |
| Precipitação (mm) | 286                                 | 200,7                               | 181,3                               | 65,6                                | 49                                  | 25,5                                | 14,5                                | 16,9                                | 60,2                                | 95                                  | 140,8                               | 218,2                               | 1 353,7                             |
| Umidade relativa compensada (%) | 77,6                                | 75,8                                | 76                                  | 70,4                                | 68,1                                | 64,8                                | 56,5                                | 51                                  | 56,4                                | 61,5                                | 67,5                                | 73,8                                | 66,6                                |
| Insolação (h) | 198,7                               | 195,3                               | 230                                 | 239,1                               | 216,2                               | 201,2                               | 231,4                               | 260,5                               | 229,6                               | 228,8                               | 227,1                               | 210                                 | 2 667,9                             |
| Fonte: INMET (precipitação e horas de sol: normal climatológica de 1991-2020; temperaturas médias: normal 1981-2010; recordes de temperatura: 06/07/1971-31/12/1990 e 01/01/1993-presente) |                                     |                                     |                                     |                                     |                                     |                                     |                                     |                                     |                                     |                                     |                                     |                                     |                                     |

Hidrografia
Está sob influência da Bacia do Rio da Prata, tendo como rio principal o Rio Paranaíba.
Vegetação
Se localiza na região de influência do Cerrado.

### Geografia política
Fuso horário
Está a -1 hora com relação a Brasília e -4 com relação ao Meridiano de Greenwich (Tempo Universal Coordenado).
Área
Ocupa uma superfície de 5 402,778 km², sendo 7,740 km² de terras urbanas. 
Subdivisões
O município conta com os seguintes distritos além da sede: 
- Tamandaré (Paranaíba)
- Velhacaria
- São João do Aporé
- Alto Santana
- Raimundo (Paranaíba)

Arredores
- Norte: Lagoa Santa (GO)
- Nordeste: Itajá (GO)
- Leste: Carneirinho (MG)
- Sudeste: Aparecida do Taboado
- Sul: Aparecida do Taboado
- Sudoeste: Inocência
- Oeste: Inocência
- Noroeste: Cassilândia, Itajá (GO)

## Economia
Paranaíba localiza-se estrategicamente numa região de integração das economias do Brasil (Mato Grosso do Sul, São Paulo, Minas Gerais e Goiás) situação que começa a ser explorada mais intensivamente com a construção do gasoduto e o fortalecimento das relações comerciais dentro do Mercosul. O potencial de consumo em 2008 era de 0,02231%.

### Centro de zona B
Paranaíba, com 41 mil habitantes e 1 relacionamento direto, é um Centro de Zona B. Nível formado por cidades de menor porte e com atuação restrita à sua área imediata; exercem funções de gestão elementares. Paranaíba é uma das 364 cidades no Brasil com a classificação Centro de Zona B. A cidade exerce influência sobre a cidade de Inocência (Centro Local).

### Turismo
- Parque de Exposições de Paranaíba
- Parque Espelho d'Água
- Praça da Paz
- Praça da República. Reaberta em 2022.[44] Possui uma antiga figueira que foi plantada em 1968.[45]

Zona Rural
- Lagoa do Areré
- Estância Turística Alencastro
- Ponte de Porto de Alencastro (divisa MS/MG)

## Urbanização
Possui um modelo urbanístico no padrão histórico, com várias vias estreitas e tortuosas.

### Domicílios
| Domicílios de Paranaíba              | Domicílios de Paranaíba |
| ------------------------------------ | ----------------------- |
| Total de domicílios                  | 16 350 domicílios       |
| Domicílios particulares              | 16 321 domicílios       |
| Domicílios coletivos                 | 29 domicílios           |
| Domicílios por rendimento per capita |                         |
| Mais de 5 salários                   | 3,56 %                  |
| De 2 a 5 salários                    | 10,90 %                 |
| De 1 a 2 salários                    | 25,01 %                 |
| De 0,5 a 1 salário                   | 37,79 %                 |
| De 0,25 a 0,5 salários               | 16,96 %                 |
| Até 0,25 salários ou sem rendimento  | 5,76 %                  |
| Distribuição por classe social       |                         |
| Classe A                             | 3,56 %                  |
| Classe B                             | 10,90 %                 |
| Classe C                             | 62,80 %                 |
| Classe D                             | 16,96 %                 |
| Classe E                             | 5,76 %                  |
|                                      |                         |
| Classe alta (A - B)                  | 14,46 %                 |
| Classe média (C - D)                 | 79,76 %                 |
| Classe consumidora (A - B - C - D)   | 94,22 %                 |
| Classe periférica (E)                | 5,76 %                  |

### Infraestrutura

#### Acesso
Com asfaltamento na cidade acima de 95%, possui 5.000 km de estradas vicinais totalmente transitáveis para escoamento de produção. O município de Paranaíba situa-se no entroncamento de três macro-eixos de desenvolvimento econômico de Mato Grosso do Sul:
1. Está ao lado do eixo aquaviário não tem leste,formando pelo Rio Paraná,rota de ligação fluvial com o mercosul;
2. É o ponto de partida do eixo Nordeste,que corta um para Costa Rica e segue a linha da Ferronorte,unindo-se e integrando-se  aos demais Estados do Centro-Oeste e outras regiões;
3. Insere-se dentro do raio de influência do eixo Leste-Oeste,basicamente determinado pela rota traçada pelo gasoduto no trecho Corumbá-Campo Grande-Três Lagoas.

A cidade possui dois acessos importantes:
- Rodovia BR-158
- Aeroporto de Paranaíba
- Terminal Rodoviário de Paranaíba

#### Ensino
O atendimento no ensino básico atinge 100% da população.
Ensino básico
Segundo o MEC, Paranaíba tem 37 escolas de ensino fundamental e médio.
Ensino superior
Possui quatro instituições educacionais de nível superior: FIPAR (Faculdade Integradas de Paranaíba); UEMS  (Universidade Estadual de Mato Grosso do Sul); UFMS (Universidade Federal de Mato Grosso do Sul), futura desmembração da UFB (Universidade Federal do Bolsão) e UNOPAR (Universidade Virtual Norte Do Paraná).

#### Saúde
O atendimento na saúde e assistência social com indicadores em altíssimos níveis.

### Forças armadas
| Organização                                  | Sigla             |
| -------------------------------------------- | ----------------- |
| 4ª Delegacia do Serviço Militar da 30ª C S M | 4ª Del SM/30ª CSM |

## Demografia
Segundo o [Censo demográfico|censo] de 2010, a população do município de Paranaíba foi contada pelo Instituto Brasileiro de Geografia e Estatística (IBGE) e estimada em 40 174 habitantes, sendo o 10º município mais populoso do estado, apresentando uma densidade populacional de 7,435 hab/km². Ainda segundo o censo, 19 965 eram homens e 20 209 dos habitantes eram mulheres. Ainda segundo o mesmo censo, 35 731 viviam na zona urbana e 4 443 na zona rural. Já em 2014 o município de Paranaíba possui uma população de 41.363 habitantes em 2014 segundo estimativa do IBGE (o que coloca a cidade em 11º lugar no estado) e densidade de 7,655 hab/km².
O Índice de Desenvolvimento Humano Municipal (IDH-M) de Paranaíba é considerado alto pelo Programa das Nações Unidas para o Desenvolvimento (PNUD), sendo seu valor 0,721 em 2010, o 8º maior entre os 79 municípios de Mato Grosso do Sul e o 1 266º maior entre os 5 560 municípios do Brasil.
Outros dois indicadores destacados de Paranaíba é o índice Gini (0,49) e o Índice Firjan de Desenvolvimento Municipal-IFDM (0.7603).

## Religião
Conforme o Censo de 2010 do IBGE, a população paranaibense é formada por grupos religiosos como cristãos (93,74%), sendo existente a católica e ortodoxa (63,28%), evangélicas (21,04%) (destes, 4,72% são evangélicos de missão e 12,06% são evangélicas de origem pentecostal), restauracionista (0,87%) e outros cristãos (4,73%). Outros grupos religiosos na cidade são os reencarnacionistas (3,59%), orientais ou asiáticas (0,40%), tradições esotéricas (0,02%), indeterminados (0,56%) e não religiosos (9,77%).

### Cristãos
É de longe o maior grupo religioso presente no município, totalizando 93,74% dos seus habitantes.

#### Católicos

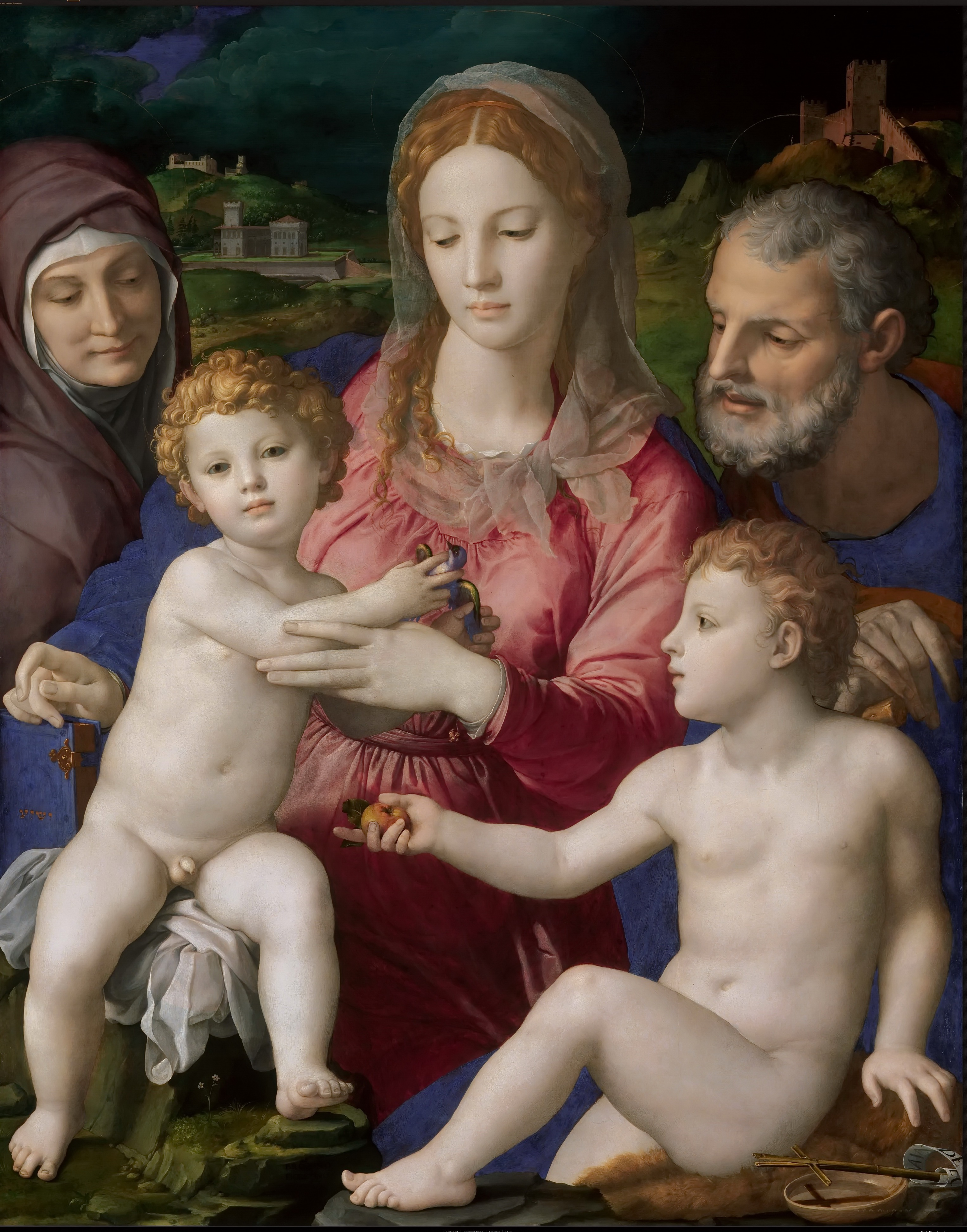
Exemplo de uma imagem de Nossa Senhora Sant'Ana, padroeira do município de Paranaíba

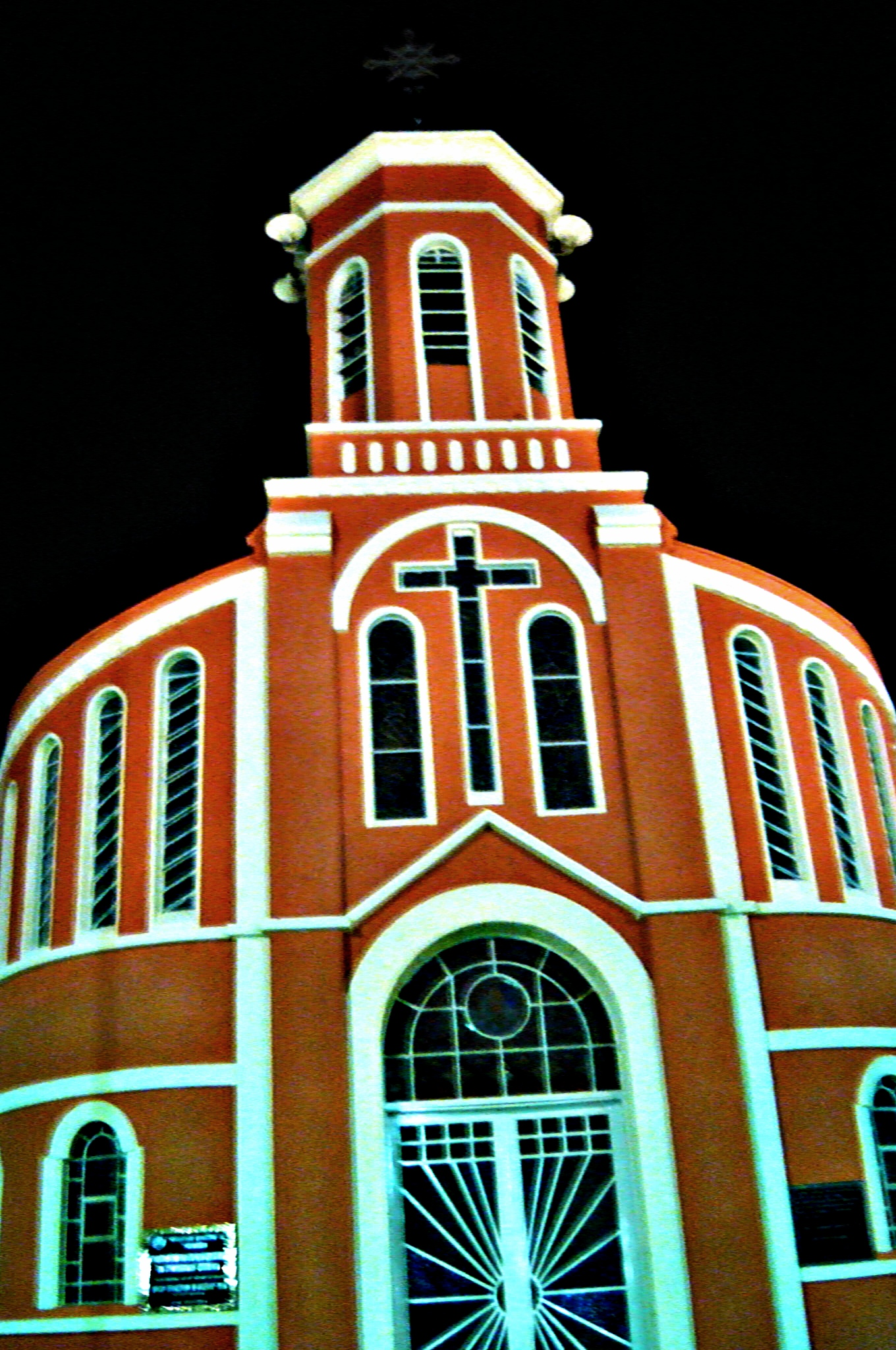
Igreja Matriz de Paranaíba

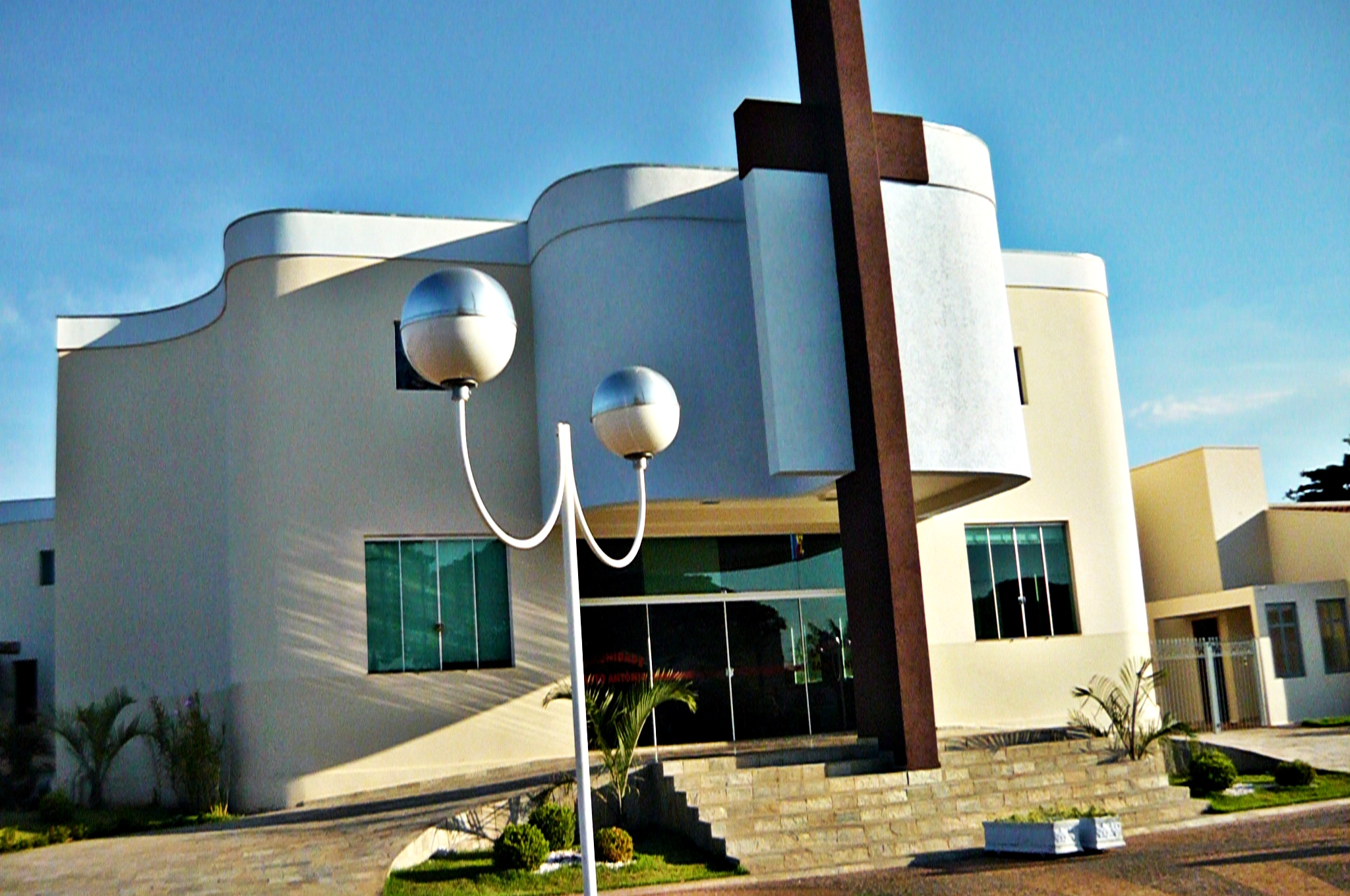
Igreja de Santo Antônio

Paranaíba está localizada no país mais católico do mundo em números absolutos. A Igreja Católica teve seu estatuto jurídico reconhecido pelo governo federal em outubro de 2009, ainda que o Brasil seja atualmente um estado oficialmente laico..
A Igreja Católica reconhece como padroeiros da cidade Nossa Senhora Sant'Ana. O município pertence à Circunscrições eclesiásticas da Regional Oeste I (que atende Mato Grosso do Sul)  e de acordo com a divisão resolvida pela Igreja Católica, o município de Paranaíba pertence à Província Eclesiática de Campo Grande, mais precisamente à Diocese de Três Lagoas e é sede de duas paróquias. Seu atual bispo, desde maio de 2009, é o bispo prelado brasileiro José Moreira Bastos Neto, que veio a falecer em 2014, sendo que atualmente a diocese três-lagoense está sem bispo. Paranaíba possui 63,28% da população, sendo a Católica Apostólica Romana com 63,25% e a Católica Ortodoxa com 0,03%.
Templos
- Paróquia Sant'Ana
- Paróquia Santo Antônio

#### Protestantes
Embora seu desenvolvimento tenha sido sobre uma matriz social eminentemente católica, tanto devido à colonização quanto à imigração, é possível encontrar atualmente na cidade dezenas de denominações protestantes diferentes. De acordo com dados do censo de 2010 realizado pelo IBGE, a população local era composta 21,04% de protestantes.

##### Evangélicos de missão
Os evangélicos de missão totalizam 4,72% da população. Destes, 0,83% são presbiterianos, 0,45% são metodistas, 2,67% são batistas e 0,77% são adventistas.

##### Evangélicos neopentecostais
Os evangélicos neopentecostais totalizam 12,06% da população. Desse total é composto a Igreja Assembleia de Deus (4,50%), Igreja Congregação Cristã do Brasil (1,68%), Igreja o Brasil para Cristo (0,22%), Igreja Evangelho Quadrangular (	0,22%), Igreja Universal do Reino de Deus (1,22%), Igreja Deus é Amor (0,69%) e outras (3,53%).

#### Restauracionista
Representado por 0,87% da população. Abrange apenas as Testemunhas de Jeová.

#### Outros cristãos
Em Paranaíba existem também cristãos de outras denominações, representado por 4,73% da população. Destes 4,26% são de outras igrejas evangélicas e 0,47% são de outras religiosidades cristãs.

### Outras denominações
O município é representada por variados outros credos, existindo também religiões de várias outras denominações. São elas: 

#### Reencarnacionistas
Possui 3,59% do total, sendo 3,50% espíritas e 0,09% espiritualistas.

#### Orientais ou asiáticas
Com 0,40% de locais, se divide entre a Igreja Messiânica Mundial (0,30%) e Islamismo (0,10%).

#### Tradições esotéricas
Possui 0,02% do total.

### Indeterminados
Opções indeterminados respondem por 0,56% dos locais, sendo os de outras religiosidades (0,01%), mal-definidos (0,46%) e os que não sabem (0,09%).

### Não religiosos
O Grupo das pessoas não religiosas respondem por 9,77% dos locais, sendo os sem religião convictos 9,51%, ateus 0,20% e agnósticos 0,06%.